# Джералдин Чаплин
Джералдин Чаплин (на английски: Geraldine Chaplin) е американска актриса, първото дете на Уна О'Нийл и Чарли Чаплин, внучка на Нобеловия лауреат Юджийн О'Нийл. Номинирана е за БАФТА и Златен глобус. 

## Биография
Родена е в Санта Моника, Калифорния. По-голямата част от детството си прекарва в пансион в Швейцария, където научава френски и испански. Участва във филми на Карлос Саура, който е и неин съпруг в продължение на 12 години. Има две деца – Шон, роден 1974 г., и Уна, родена 1986 г. Живее в Маями, Флорида.

## Избрана филмография
| Година | Филм                    | Оригинално заглавие          | Роля            | Режисьор            |
| ------ | ----------------------- | ---------------------------- | --------------- | ------------------- |
| 1965   | Доктор Живаго           | Doctor Zhivago               | Тоня Громеко    | Дейвид Лийн         |
| 1971   | Кацнал на едно дърво    | Sur un arbre perché          | госпожа Мюлер   | Серж Корбер         |
| 1973   | Ана и вълците           | Ana y los lobos              | Ана             | Карлос Саура        |
| 1975   | Да отгледаш гарвани     | Cría cuervos                 | Ана-Мария       | Карлос Саура        |
| 1975   | Нашвил                  | Nashville                    | Опал            | Робърт Олтмън       |
| 1976   | Бъфало Бил и индианците | Buffalo Bill and the Indians | Ани Оукли       | Робърт Олтмън       |
| 1992   | Чаплин                  | Chaplin                      | Хана Чаплин     | Ричард Атънбъро     |
| 1993   | Невинни години          | The Age of Innocence         | г-жа Уелънд     | Мартин Скорсезе     |
| 2002   | Говори с нея            | Hable con ella               | Катерина Билова | Педро Алмодовар     |
| 2010   | Човекът-вълк            | The Wolfman                  | Малева          | Джо Джонстън        |
| 2012   | Невъзможното            | Lo imposible                 | възрастна жена  | Хуан Антонио Бейона |